# Alicio Garcitoral
Alicio Garcitoral (Gijón, 6 de octubre de 1902 - Quincy, Massachusetts, Estados Unidos, 1 de enero de 2003) fue un escritor, periodista y político republicano español. 

## Biografía
Fue miembro del Ateneo local de Gijón, colaborando en periódicos locales. Posteriormente, se trasladó a Madrid. Se opuso a la dictadura de Primo de Rivera. Escribió en La Vanguardia, El Heraldo de Madrid, La Libertad y en las revistas Nosotros, Estampa y Cosmópolis.
Adscrito al Partido Republicano Radical Socialista, colaboró durante un tiempo con Marcelino Domingo (líder de este partido) y participó en el fracasado levantamiento revolucionario de diciembre de 1930 para proclamar la república. Fue nombrado gobernador civil de Cuenca en agosto de 1931 y dimitió del cargo a finales de 1932; inspirado por estas experiencias escribió El crimen de Cuenca, una novela fundada en un error judicial real. Fue secretario político del Ministro de Agricultura, Industria y Comercio, Marcelino Domingo. Representó al gobierno republicano en la Exposición del Libro Español en Buenos Aires. Ocupó distintos cargos e, iniciada la Guerra Civil, se exilió en Argentina, pasando posteriormente a Estados Unidos, en concreto a la ciudad de Boston. Vuelto a la Argentina, se casó con la pintora Celia Mendiguren, con quien tuvo dos hijas y en 1943, por disentir del peronismo, salió del país y se instaló en Nueva York, donde trabajó como tipógrafo.
Se trata de un novelista comprometido, de temática predominantemente social, pero que huye del sectarismo y proclama su independencia artística y su humanismo. Hasta 1931 cultivó el ensayo; desde entonces escribió narrativa extensa y breve.

## Obra (incompleta)

### Ensayo
- Notas sobre Portugal (1928)
- Breviario de la dictadura (1929)
- Italia con camisa negra 1930
- La ruta de Marcelino Domingo, Madrid: Morata (1930).
- España en Pie: la Revolución de 1930 y otros Ensayos, Madrid: Morata (1931).
- Tercer frente. Política y espíritu (Buenos Aires, 1939), prologada por Salvador de Madariaga
- Interpretación de España. (Buenos Aires, 1945).
- Meditaciones religiosas (Hacia un moderno cauce religioso). Buenos Aires, 1949.
- Diccionario del Hombre.  (Buenos Aires, 1949).
- Vida humana de Jesús.  (Buenos Aires, 1952).
- La edad democrática (Nueva York, 1965)
- España y República. Nueva carta colectiva (United States of América, 1984).
- El amor Divino. Profetas - Apóstoles - Santos (Buenos Aires, 1946).

### Novelas
- Oleaje, Barcelona: Impresos Costa, 1929.
- Monarquía y República, muy leída en los meses finales del reinado de Alfonso XIII
- El paso del mar Rojo, 1931.
- El crimen de Cuenca (1932).
- Pasodoble bajo la lluvia, 1933.
- Gaceta de Madrid[3]
- Primera categoría. Novelas simbólicas, (Buenos Aires, 1950)

### Poesía
- Caudal y cauce (Buenos Aires, 1949).

### Novelas cortas
- La revolución capicúa. Novelas, 1931
- Presidio, 1931.
- Niña Lola, 1931.
- Nave Lola, 1931.
- Vagabundo, 1931.
- La fábrica, 1934.
- Virginia, 1934.
- Agonía, 1934.
- Don Miguel de La Mancha, 1934.

### Para niños
- La Madre Patria. (Contestación de los padres a las preguntas del hijo). (1942).
- La muralla de la China (Cuento).(1947), Cuento infantil. Ilustrado por Celia Mendiguren. Buenos Aires Librería Hachette.
- La laguna prodigiosa (Cuento). Buenos Aires, 1949.
- El cazador de moscas. (Cuento). Buenos Aires, 1950.

## Comentario
- Como Juan Ramón Jiménez juega con la g y la j en sus textos